# حميط إثنا عشري السداة
حميط إثنا عشري السداة (الاسم العلمي:Tragia dodecandra) هو نوع من النباتات يتبع جنس الحميط من الفصيلة الفربيونية.